# Juridiction du travail
Une juridiction du travail est un tribunal responsable d'entendre les litiges en droit du travail (par opposition aux affaires civiles, administratives, etc.).
Selon les pays, la juridiction du travail peut être attribué aux tribunaux civils ou à des tribunaux spécialisés.

## Liste de juridiction du travail
| Pays       | Pays       | Juridiction d'attribution principale | Autres juridictions pouvant connaitre des litiges du droit du travail |
| ---------- | ---------- | --- | --- |
| Belgique   | Belgique   | Tribunal du travail | En appel : Cour du travail En cassation : Cour de cassation |
| Canada     | Québec     | Commission des normes, de l'équité, de la santé et de la sécurité du travail, Tribunal administratif du travail, Cour supérieure du Québec, Cour du Québec | En appel : Cour d'appel du Québec |
| France     | France     | Conseil de prud'hommes et Tribunal du travail | Tribunal des affaires de sécurité sociale, Tribunal d'instance (notamment contentieux des élections professionnelles), Tribunal de grande instance (notamment accords collectifs), Tribunal administratif (notamment salariés protégés), Tribunal correctionnel (droit pénal du travail), En appel : Cour d'appel, Cour administrative d'appel En cassation : Cour de cassation (chambres sociale, criminelle), Conseil d'état |
| Luxembourg | Luxembourg | Tribunal du travail | En appel : Cour d'appel En cassation : Cour de cassation |
| Monaco     | Monaco     | Tribunal du travail | En appel : Tribunal de première instance En cassation : Cour de révision judiciaire |
| Suisse     | Genève     | Tribunal des prud'hommes | |
| Suisse     | Jura       | Conseil de prud'hommes | |
| Suisse     | Vaud       | Tribunaux de prud'hommes | |
| Tunisie    | Tunisie    | Conseil de prud'hommes | |